# Raicunda
Raicunda oder Ranicunda, auch Ranigunde (abgeleitet von Ragi-kunda, fälschlich auch Radegunda oder Radegundis; † 512) war eine Tochter des Thüringerkönigs Bisin und der Langobardin Menia.
Sie hatte drei namentlich bekannte Brüder namens Herminafried, Berthachar und Baderich, die nach dem Tod ihres Vaters das Reich unter sich aufteilten. Raicunda ging zusammen mit ihrer Mutter ins Langobardenreich. Sie heiratete dort etwa um 510 den Langobardenkönig Wacho, starb aber bald und blieb kinderlos.
Bei Paulus Diaconus (Historia Langobardorum, Liber I,21) heißt sie Ranicunda.